# Нуово Чентро Урбано Пођореале (Трапани)
Нуово Чентро Урбано Пођореале је насеље у Италији у округу Трапани, региону Сицилија.
Према процени из 2011. у насељу је живело 1517 становника. Насеље се налази на надморској висини од 216 м.